# Dennis Vanendert
Dennis Vanendert (* 27. Juni 1988 in Neerpelt) ist ein ehemaliger belgischer Radrennfahrer.

## Werdegang
Im Jahr 2006 wurde Vanendert belgischer Meister der Junioren im Cyclocross.
Auf der Straße fuhr Vanendert von 2012 bis 2015 für das Team Lotto, bei dem sein Bruder bereits unter Vertrag stand. Insgesamt nahm er dreimal an einer Grand Tour teil, bereits im ersten Jahr als Profi startete er beim Giro d’Italia und konnte diese Landesrundfahrt bis zu Ende fahren. Insgesamt blieb Vanendert ohne zählbare Erfolge, ein dritter Platz beim Giro del Medio Brenta 2011 und ein dritter Etappenrang beim Circuit des Ardennes 2009 blieben die besten Ergebnisse seiner Karriere. 
Nach Ablauf der Saison 2015 beendete Vanendert seine Radsportkarriere.

## Familie
Sein älterer Bruder Jelle Vanendert und sein Cousin Roy Sentjens waren ebenfalls als Radrennfahrer aktiv.

## Grand Tours-Platzierungen
| Grand Tour            | 2012 | 2013 | 2014 |
| --------------------- | ---- | ---- | ---- |
| Giro d’ItaliaGiro     | 133  | –    | DNF  |
| Tour de FranceTour    | –    | –    | –    |
| Vuelta a EspañaVuelta | –    | 108  | –    |